# Davide Cugini
Davide Cugini (Albino, 29 giugno 1896 – Bergamo, 16 dicembre 1991) è stato un avvocato, storico dell'arte ed enigmista italiano.
Divenne noto soprattutto quale autore della monografia Moroni Pittore, dedicata all' artista del Cinquecento Giovan Battista Moroni

## Biografia

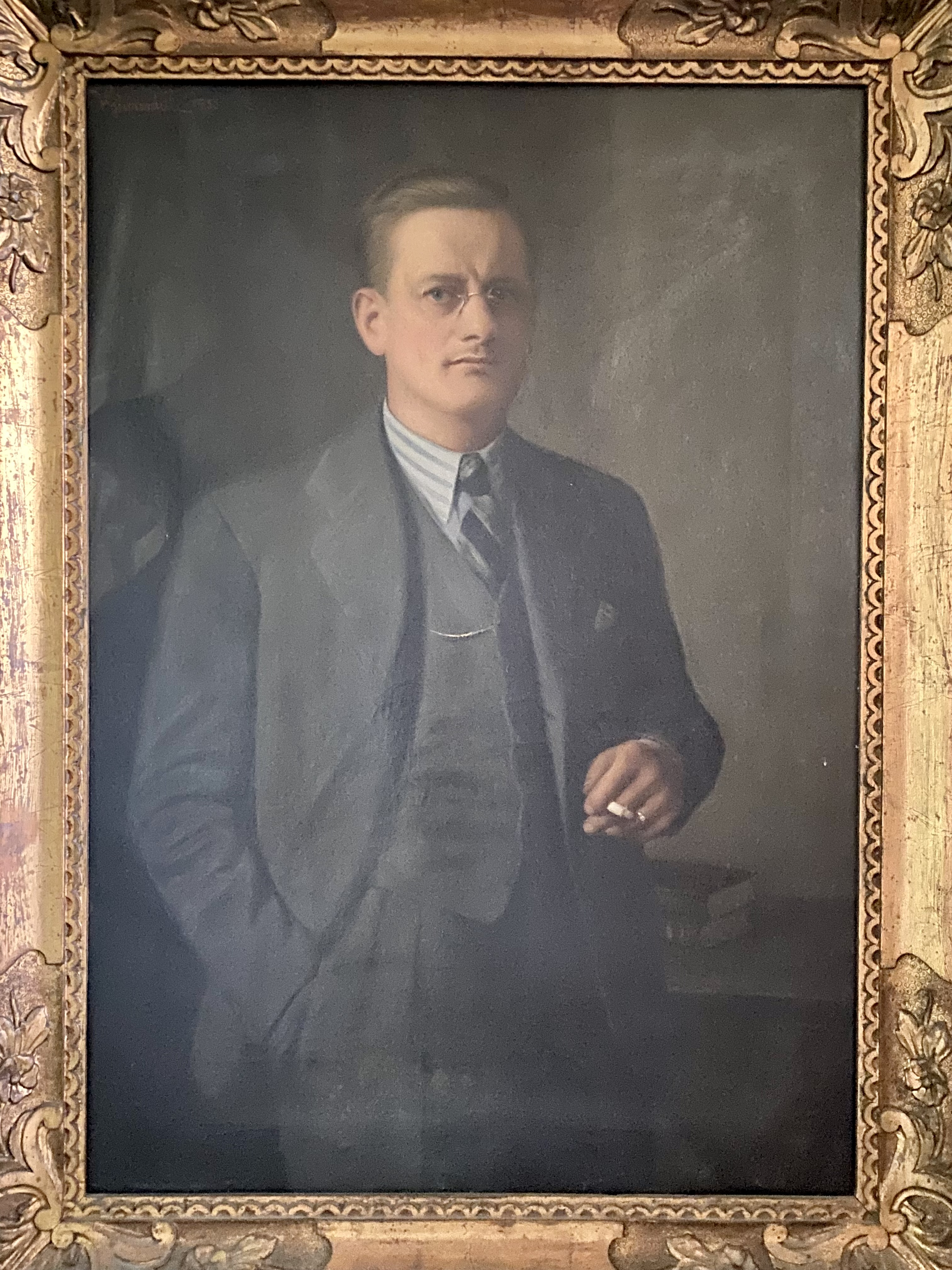
Davide Cugini ritratto da Vincenzo Ghirardelli nel 1936

Davide Cugini nasce ad Albino (BG), in Valle Seriana, ultimo di quattro fratelli (Emilio, Giovanni, Maria, Davide) da Pellegrino Cugini, cassiere presso la Banca Piccolo Credito Bergamasco e Emilia Minelli; frequenta il ginnasio e il liceo classico presso il Collegio di Celana, a Caprino Bergamasco. Nel corso di quegli anni conosce Angelo Roncalli, allora segretario del vescovo di Bergamo Giacomo Radini Tedeschi. Col futuro papa Giovanni XXIII instaura un rapporto di amicizia che scaturirà in una, seppur saltuaria, ricca e feconda intesa di cui sono testimonianza sia i suoi viaggi (a Istanbul dove Roncalli è delegato apostolico, a Parigi dove è nunzio apostolico e a Venezia dove è patriarca) sia i suoi scritti. 
Parigi 17.IV.947 Mgr. Ange-Joseph Roncalli Archevique tit. de Mesambria-Nonce Apostolique manda il suo saluto riconoscente all'egregio signor Avv. Davide Cugini di cui ha letto con vivo interesse e piacere il volume sul pittore Moroni gloria preclara della Valle Seriana, ed ora l'articolo su l'Eco, a proposito della sua visita recente al Salon des Indépendentes qui a Parigi. Gli dispiacque vivamente di non averlo potuto incontrare alla Nunziatura. Bisogna aver pazienza, ed un'altra volta battere un po' più fortemente alla porta del Nunzio Apostolico, il quale appena sa che è arrivato un Bergamasco lo accoglie sempre a festa. Intanto augura di cuore a lui e alla sua famiglia ogni benedizione della terra e del cielo. Ang. Gius. Roncalli n.a.»
Partecipa alla prima guerra mondiale in artiglieria, come caporale goniometrista; è nominato tenente e riceve la croce di guerra; tiene un diario di cui dona copia al Museo delle Storie di Bergamo e che nel 2016 è oggetto della tesi di laurea della nipote Bianca Maria Goggia. 
Si laurea in giurisprudenza nel 1921 presso l'Università di Torino, dove insegnano il giurista Gioele Solari, suo conterraneo e Luigi Einaudi,  futuro Presidente della Repubblica Italiana. Con entrambi mantiene rapporti epistolari e di amicizia sino alla loro scomparsa.
Nel 1922 si trasferisce a Bergamo dove esercita la professione forense; nello stesso anno sposa Teresina Piccinini di Pradalunga, nipote del garibaldino Daniele Piccinini. Vive un'unione felice, durata quasi settant'anni; ha due figli Elvira e Aldo e tre nipoti. Dedica i suoi primi studi alle pietre coti, caratteristiche proprio del paese di Pradalunga.
Nel 1939, dopo molti anni di ricerche con la collaborazione di Luigi Zanchi per le traduzioni dal tedesco, pubblica Moroni Pittore, la prima monografia dedicata a Giovan Battista Moroni, arricchita da un saggio della studiosa svizzera Gertrud Lendorff.

Dagli anni Trenta il suo interesse per l'arte lo porta a intraprendere viaggi in Italia ed Europa, nel corso dei quali incontra artisti quali Giorgio de Chirico, Modest Cuixart, Lucio Fontana e Wifredo Lam; con alcuni intrattiene rapporti epistolari, con scambi di opinione su arte astratta, nuove correnti e prospettive artistiche innovative.

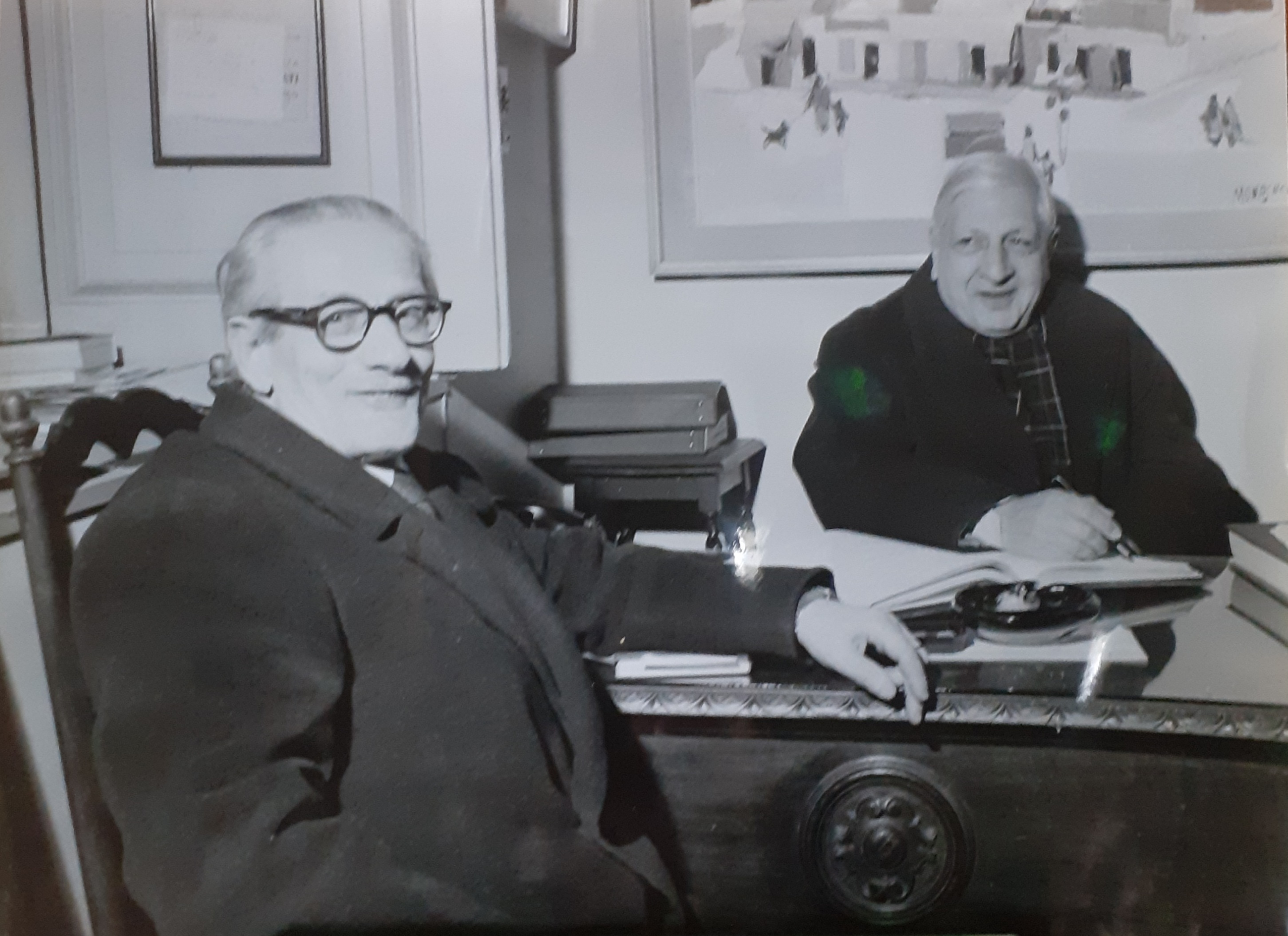
Davide Cugini con Giorgio De Chirico, Bergamo 1960

Si interessa alla storia e al folklore bergamasco e nel 1941 pubblica il breve saggio L'architetto Andrea d’Albino e i suoi predecessori. 
Conosce e frequenta i migliori pittori della bergamasca, mantenendo con alcuni rapporti di amicizia per tutta la vita; tra i molti Daniele Marchetti, Ermenegildo Agazzi, Alberto Vitali e Giacomo Manzù; ha modo di confrontarsi con Luigi Angelini, Bortolo Belotti, Ciro Caversazzi, Giacinto Gambirasio, Achille e Sereno Locatelli Milesi.

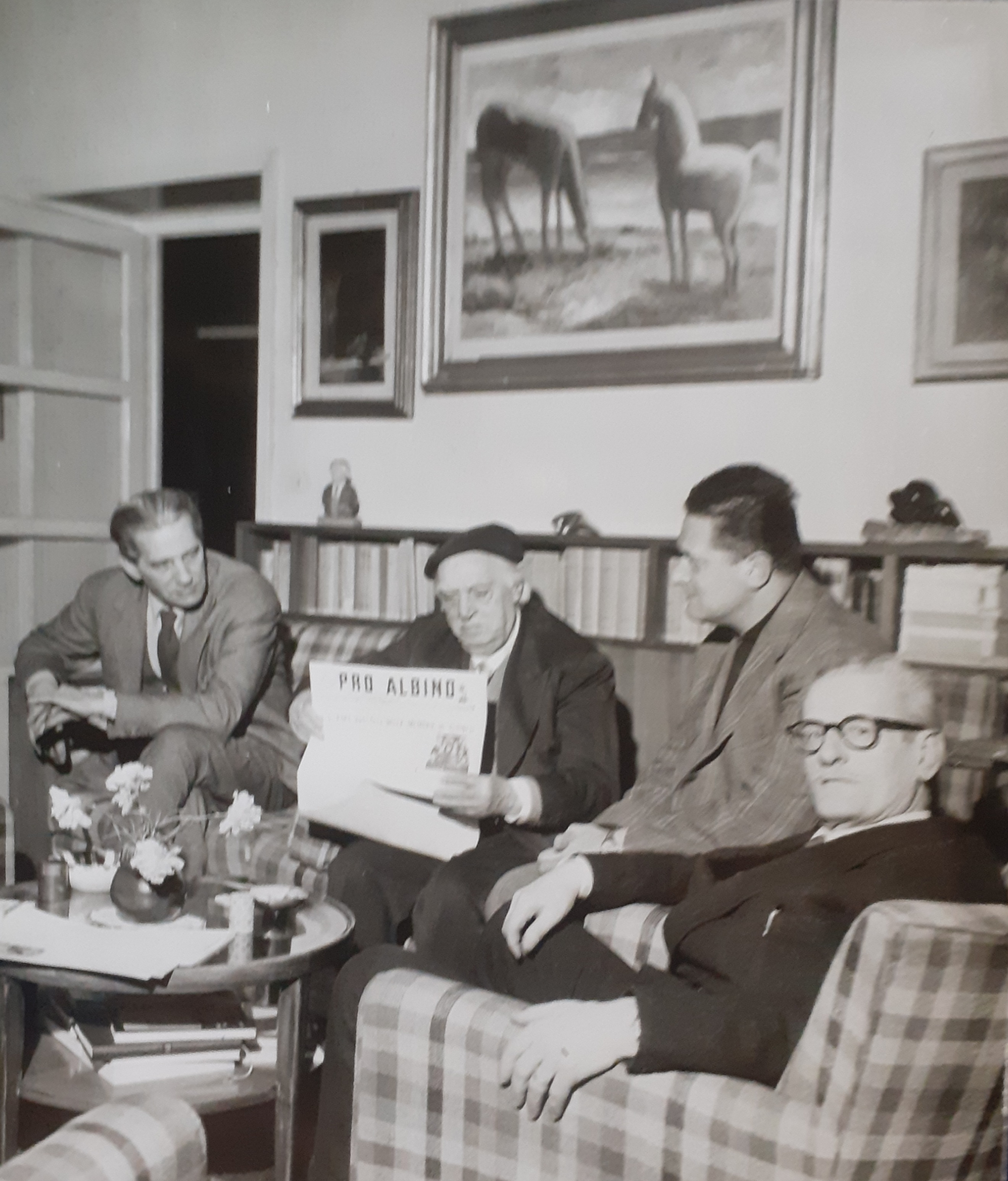
Davide Cugini, il figlio Aldo e Nino Galizzi nello studio di Carlo Carrà, 1960

Dal 1947 al 1976 raccoglie nei Libri d'Oro, prima a livello provinciale, poi a livello nazionale e internazionale testimonianze di artisti figurativi e astratti con 850 opere su carta e testimonianze di personalità del mondo dell’arte e della cultura (critici, galleristi, scrittori, poeti). Nel 2005 viene allestita la mostra ad essi dedicata: Testimonianze d'Arte Moderna e Contemporanea - Pittura e grafica nella collezione dei Libri d'oro di Davide ed Aldo Cugini 1947-1976: Dalla figurazione alla Astrazione. Marco Lorandi, docente di Storia dell'arte moderna e contemporanea all'Università di Bergamo, ne cura l'allestimento collaborando con lo Studio d'Arte Marco Fioretti ed è autore del testo pubblicato in quella occasione.
Negli anni cinquanta è tra i promotori della funivia Albino-Selvino, che viene da lui inaugurata, in qualità di presidente della Società Funivia Albino Selvino (SFAS), il 5 aprile del 1958 insieme all'allora sindaco di Albino Luigi Goisis. Rimarrà presidente dal 1958 al 1962. In quegli stessi anni fonda e dirige il periodico Pro Albino (1954- 1960).
Nel 1961 è collaboratore della mostra a Palazzo Carignano a Torino per le celebrazioni del centenario dell'unità d'Italia.
È promotore e sostenitore del progetto per la realizzazione della strada carrozzabile che dal centro del paese di Pradalunga raggiunge il Santuario della Forcella, strada che verrà inaugurata nel 1964.
Nel 1965 pubblica libro La mistica del 6 dedicato al numero 6, portafortuna di tutta la sua vita, in cui manifesta le sue doti di enigmista, già in precedenza espresse nella collaborazione col periodico umoristico bergamasco Giopì, dove così viene descritto:.
| «“Davide Cugini” Intenditur de quader, aocat, e “Ministro delle arti” del Ducat, ol pio grand di Cusì ‘l s’è meritat che sol “Giopì” me l’abbie immortalat!!» |

Come critico e storico dell'arte, pur senza essere un professionista, trascorre buona parte della vita a fianco di artisti (tra cui Filippo De Pisis, Gianni Dova, Ibrahim Kodra, Mauro Reggiani, Tancredi Parmeggiani), assistendo al loro lavoro, promuovendo la loro attività, incoraggiando i più giovani, diventando spesso confidente e mecenate di molti di essi (tra cui i bergamaschi Gianni Bergamelli, Enrico Prometti, Luigi Scarpanti, Mario Signori).
Cura l'inaugurazione di oltre centoventi mostre sia di artisti affermati sia di artisti esordienti, per la maggior parte in ambito lombardo.
Si dedica anche all'attività di articolista, soprattutto su temi artistici e storici, collaborando con quotidiani e riviste specializzate (tra cui Bergomum, La Rivista di Bergamo, L'Eco di Bergamo, Il Giornale di Bergamo, La Penna, Giopì)
Presiede numerosi enti ed è promotore di molteplici iniziative finalizzate a valorizzare la storia, il folklore, l'arte della sua terra, tra cui il premio Penna d'Oro di Gromo.
Muore a Bergamo nel 1991.
Nel 1994, presso la Galleria di Arte moderna e Contemporanea di Bergamo viene allestita una mostra, presentata dall'allora direttore della Accademia Carrara prof. Francesco Rossi in cui vengono esposte le diciotto opere di artisti contemporanei (tra cui Lucio Fontana, Salvatore Fiume, Fortunato Depero, Mario Sironi, Gianni Dova, Roberto Crippa, Ottone Rosai) donate da Davide Cugini alcune in ricordo del figlio Aldo, altre come lascito testamentario all'Accademia Carrara.
| «<<Figura notissima del panorama culturale bergamasco, Davide Cugini riuniva in sé un assai tradizionale interesse all'arte della sua "piccola patria", Bergamo e in particolare Albino [.....] ad una innovatrice passione all'arte moderna e contemporanea. Quest'ultima ebbe modo di manifestarsi - specie negli anni '50 e '60 - .sia con l'acquisizione diretta di opere di artisti allora d'avanguardia (tra cui gli amatissimi Lucio Fontana, Tancredi, Roberto Crippa e Gianni Dova) sia con una frequentazione assidua e spregiudicata degli artisti stesso: e a testimonianza di tali incontri restano ora i singolarissimi "Libri d'oro"....[…] La rassegna che ora si presenta [....] può visualizzare le sue scelte, dunque la valenza storica e culturale della figura di Davide Cugini.>> (breve stralcio dal discorso del prof. Francesco Rossi, direttore GAMEC) .» |

Nel 2008 in occasione del cinquantenario della funivia Albino-Selvino, l'amministrazione comunale di Albino gli dedica la piazza antistante la stazione di partenza.

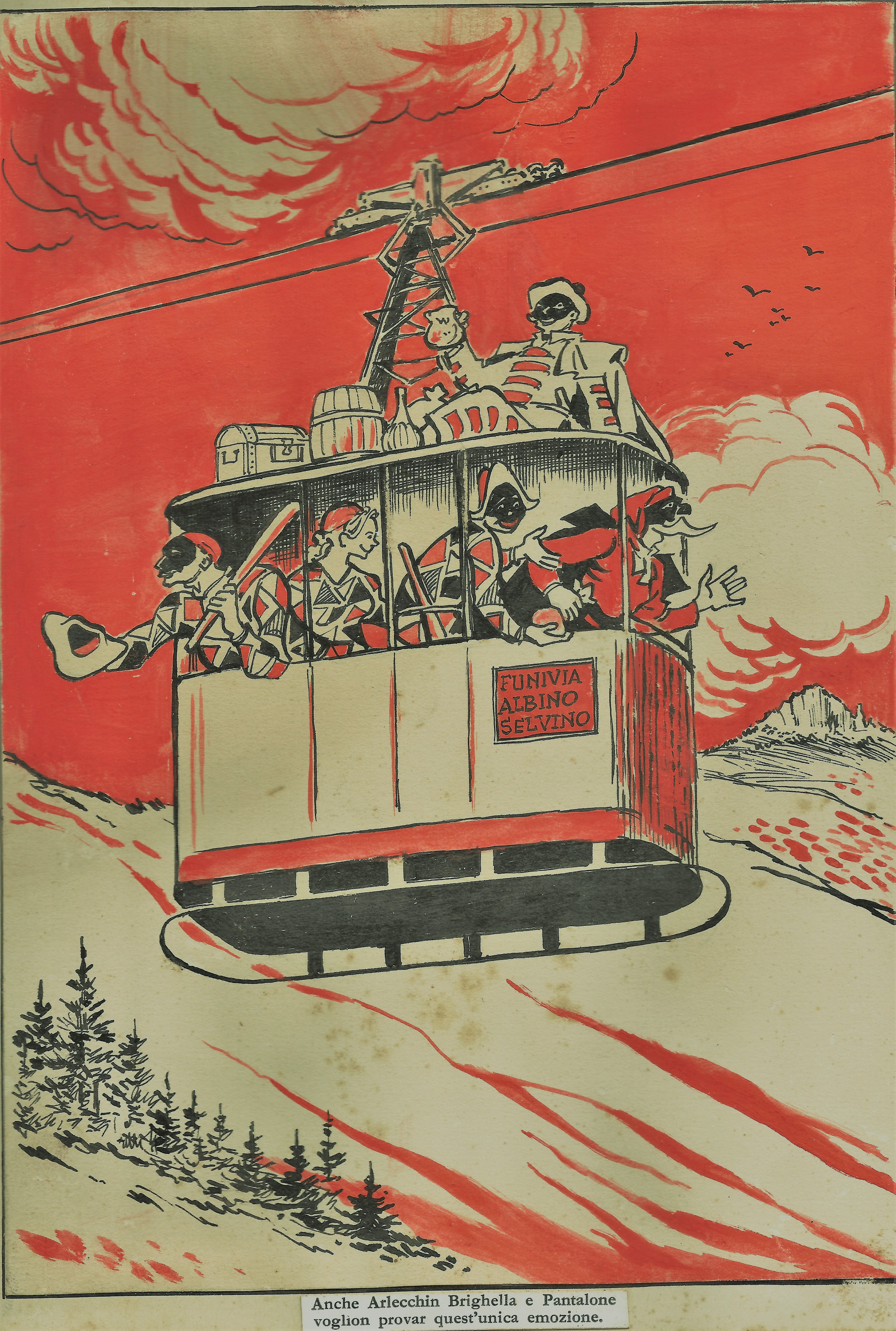
1958: vignetta di Ilio Manfredotti su progetto di Davide Cugini, in occasione dell'apertura della funivia Albino-Selvino. <<Anche Arlecchin Brighella e Pantalone/ voglion provar quest'unica emozione>>

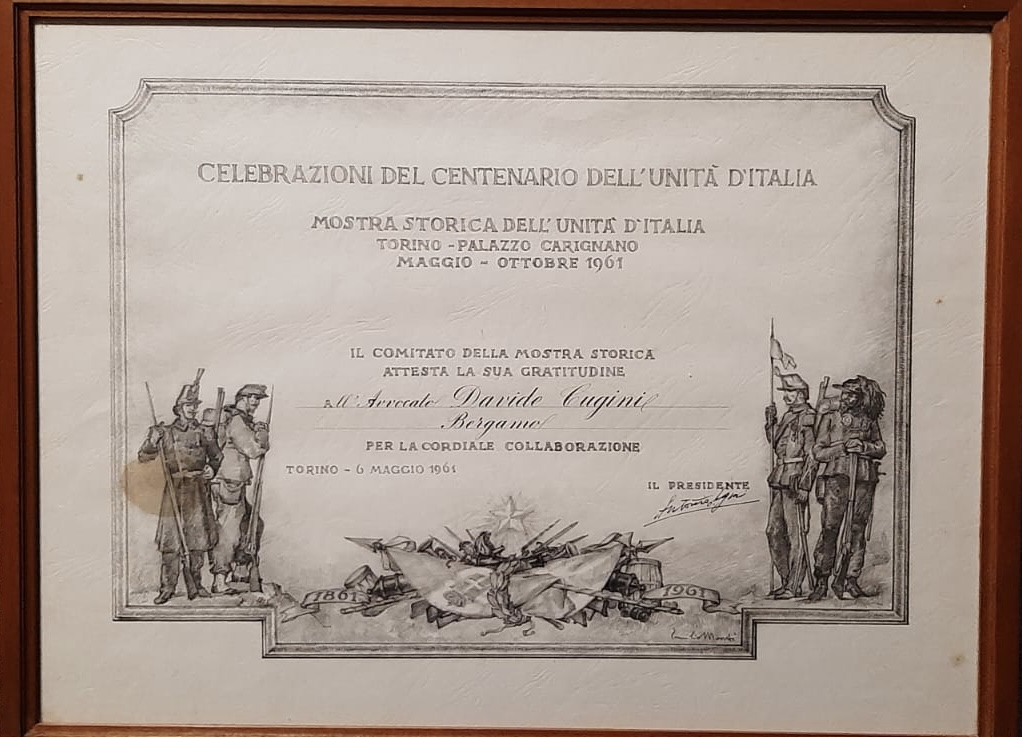
Attestato di riconoscenza a Davide Cugini, Torino 1961

## Opere
Le pietre coti delle valli bergamasche – Un primato millenario dell’Italia, Istituto Italiano Arti Grafiche, Bergamo, 1933
Moroni pittore, (con la monografia di Gertrud Lendorff, Orobiche, Bergamo, 1939
L’architetto Andrea d’Albino e i suoi predecessori, Orobiche, Bergamo, 1941
Pezzotta pittore, Orobiche, Bergamo, 1943
Commemorazione di Gioele Solari, Gruppo Culturale Albinese, Albino, 1952
La contessa Clara Maffei. Una gentildonna del Risorgimento, Secomandi, Bergamo, 1963
Papa Giovanni nei suoi primi passi a Sotto il Monte, Istituto Italiano Arti Grafiche, Bergamo, 1965; II ed. 1967
Mistica del sei, (pseudonimo Golias), Orobiche, Bergamo, 1965, II ed. 1968
Ermenegildo Agazzi, Istituto Italiano Arti Grafiche, Bergamo, 1966
Buonumore bergamasco, (D. Cugini scelte iconografiche - U. Zanetti testo), Il Conventino, Bergamo, 1970
Testimonianze di arte contemporanea - Indice generale delle presenze nei Libri d’oro, Città Alta, Bergamo, 1971, II ed. 1974
Un profilo inedito – Papa Giovanni e l’arte del suo tempo, Il Conventino, Bergamo, 1976
Moroni pittore, (con la monografia di Gertrud Lendorff), Arti Grafiche Carminati, Bergamo, 1978, II edizione anastatica.

### Atti di convegni
Un millenario primato lombardo. Le pietre coti delle valli bergamasche, (Atti e Memorie del Terzo Congresso Storico Lombardo, Cremona, 1938), Giuffré, Milano, 1939
Alcuni cenni storici sulla famiglia dei Conti Spini, (Atti e memorie del IV Congresso storico lombardo, Pavia, maggio 1939), Giuffré, Milano, 1940
Un Prelato bergamasco Ginnasiarca a Pavia nella seconda metà del Cinquecento, (Atti del IV Congresso storico lombardo, Pavia, maggio 1939), Giuffré, Milano, 1940
Arte bergamasca, T.O.M., (Atti del I Convegno internazionale del collezionismo d'arte - Firenze) Bergamo, 1961.

### Atti dell'Ateneo di Scienze, Lettere ed Arti di Bergamo
Il Gr. Uff. Giacinto Gambirasio, vol. XXXVI, 1971;
Note biografiche e commemorative di Giacinto Gambirasio, vol. XXXVIII, 1973;
Storia dei cinquant’anni del Ducato di Piazza Pontida 1923-24, vol. XXXVIII, 1974;
Il Tenore Mons. Federico Gambarelli, vol. XXXIX,1974;
Moroni ritrattista e pittore d'arte sacra, vol. XL,1978;
Celebrazione del pittore Daniele Marchetti, vol. XLI, 1980.

### Collaborazioni
Dizionario illustrato di pittori, disegnatori e incisori italiani moderni e contemporanei, Comanducci, Milano, quattro edizioni dal 1935 al 1973;
Pittori e valori contemporanei, (a cura di U. Galetti), Brera, Milano, 1963;
Enciclopedia Universale Seda della Pittura Moderna, Istituto diffusione arti figurative Idaf , Milano 1968-70;
Volume di aggiornamento dell’Enciclopedia Seda, Istituto diffusione arti figurative Idaf, Milano 1969